# ブルー・シャトー (バラ)
ブルー・シャトーは、バラの園芸品種の1つ。1999年に日本で、寺西菊雄によって作出された。
ハイブリッド・ティー系の四季咲き・直立性のバラ。交配種は、母マダム・ヴィオレ、父・ブルー・ナイル。樹高1.0-1.5m、株張り70cmのコンパクトな株に育つ。ラベンダー色の剣弁高芯咲き、花径14-17cmの大輪を咲かせる。一輪咲きで花付きは中程度。ただし、花付きがよく、次々と花が咲く、と書く本もある。花弁は重なりが多くボリュームがあるため、株に力が付きすぎると最後まで開かないことがある。花もちは普通。強香種で、クラシック・ダマスクの香りがする。耐暑性・耐寒性は普通。
樹勢が強く、強健種、育てやすいとの評もある。英語圏ではブルー・シープ (Blue Sheep) の別名で流通している。

### 注
1. ↑  1994年作出と記す書籍もある[2][3]。